# دوانز (ایندیانا)
دوانز (به انگلیسی: Doans) یک منطقهٔ مسکونی در ایالات متحده آمریکا است که در ایندیانا واقع شده‌است. دوانز ۱۸۷٫۱۵ متر بالاتر از سطح دریا قرار دارد.